# David Hermosilla
David Hermosilla Guerra (Lebu, 27 de agosto de 1887-Viña del Mar, 29 de septiembre de 1961) fue un abogado y político chileno, miembro de la Alianza Popular Libertadora (APL). Se desempeñó como  intendente provincial y ministro de Estado de su país, durante el primer gobierno del presidente Carlos Ibáñez del Campo.

## Familia y estudios
Nació en la comuna chilena de Lebu el 25 de agosto de 1887, hijo de Bernardino Hermosilla Hermosilla y Lorentina Guerra Versin. Realizó sus estudios primarios y secundarios en el Liceo de Concepción. Continuó los superiores en la carrera de leyes de la Universidad de Chile, titulándose en 1912 con la tesis El imperio judicial y la fuerza pública. Juró como abogado ante la Corte Suprema el 12 de agosto de 1913.
Se casó en Lebu el 31 de diciembre de 1914 con la descendiente alemana Emma Hanne Ellwanger, con quien tuvo siete hijos: Elia, Inés Luz, Ema, Héctor, Germana, Ana Gabriela y Raúl Guillermo.

## Carrera profesional
Comenzó a ejercer su profesión como abogado del Banco de Chile, de la Compañía del Ferrocarril de Lebu a Los Sauces y de la Compañía Carbonífera de Lota.
En 1914, ingresó a la administración pública como secretario de la Intendencia de Arauco, siendo designado como intendente de esa provincia por el presidente Carlos Ibáñez del Campo en 1927. Ocupó ese cargo hasta 1929, pasando a desempeñarse como intendente de la provincia de Aconcagua y desde 1930, como intendente de la provincia de Valparaíso.
El 26 de febrero de 1930, fue nombrado por Ibáñez del Campo como titular del Ministerio del Interior, función que ejerció hasta el 5 de agosto de ese año. Bajo su gestión, mediante el decreto supremo n° 1167 del 26 de marzo, fue creada la Subsecretaría de Aviación, entidad asesora del Ministerio de Defensa Nacional para asesorar al ministro homónimo en relación con la Fuerza Aérea de Chile (FACh). Simultáneamente, entre el 4 de abril y el 28 de julio de 1930, fungió como ministro de Justicia, en calidad de interino. A continuación, trabajó como conservador de Bienes Raíces de Santiago.
En 1938, se incorporó a las filas de Alianza Popular Libertadora (APL), partido político del cual fue su presidente. Entre ese año y 1939, actuó como superintendente de Aduanas, designado por la administración del presidente Pedro Aguirre Cerda. Tras lo anterior, se dedicó a ejercer libremente la abogacía, y asumió como director de la Sociedad Balneario de Recreo y de la Compañía Frutera Sudamericana.
De la misma manera, fue abogado de la Contraloría General de la República (CGR) y vicepresidente del Banco del Estado, así como también, jefe del Subdepartamento del Registro de Empleados Públicos y Semifiscales.
Fue socio del Club de Viña, del Club Valparaíso, de la Asociación de Automovilistas de Valparaíso y de la Liga Marítima de Chile. Colaboró con la prensa en temas relacionados con la industria carbonífera.
Falleció en Viña del Mar (Chile) el 29 de septiembre de 1961, a los 74 años.